# Moscheea Quba
Moscheea Quba sau Masjid al-Quba (în arabă: مسجد قباء) este o moschee aflată la periferia orașului Medina, Arabia Saudită. Conform tradiției islamice, moscheea este cea mai veche din lume, fiind construită de către Profetul Mahomed.

## Istorie și arhitectură
În anul 622 d.Hr. are loc Hegira sau emigrarea Profetului de la Mecca la Medina. Se spune că în timpul acestei emigrări, Mahomed și companionii săi au construit o moschee înainte de a intra în Medina, undeva la periferia ei. Aceasta a fost numită Quba, după numele acelei suburbii medineze.

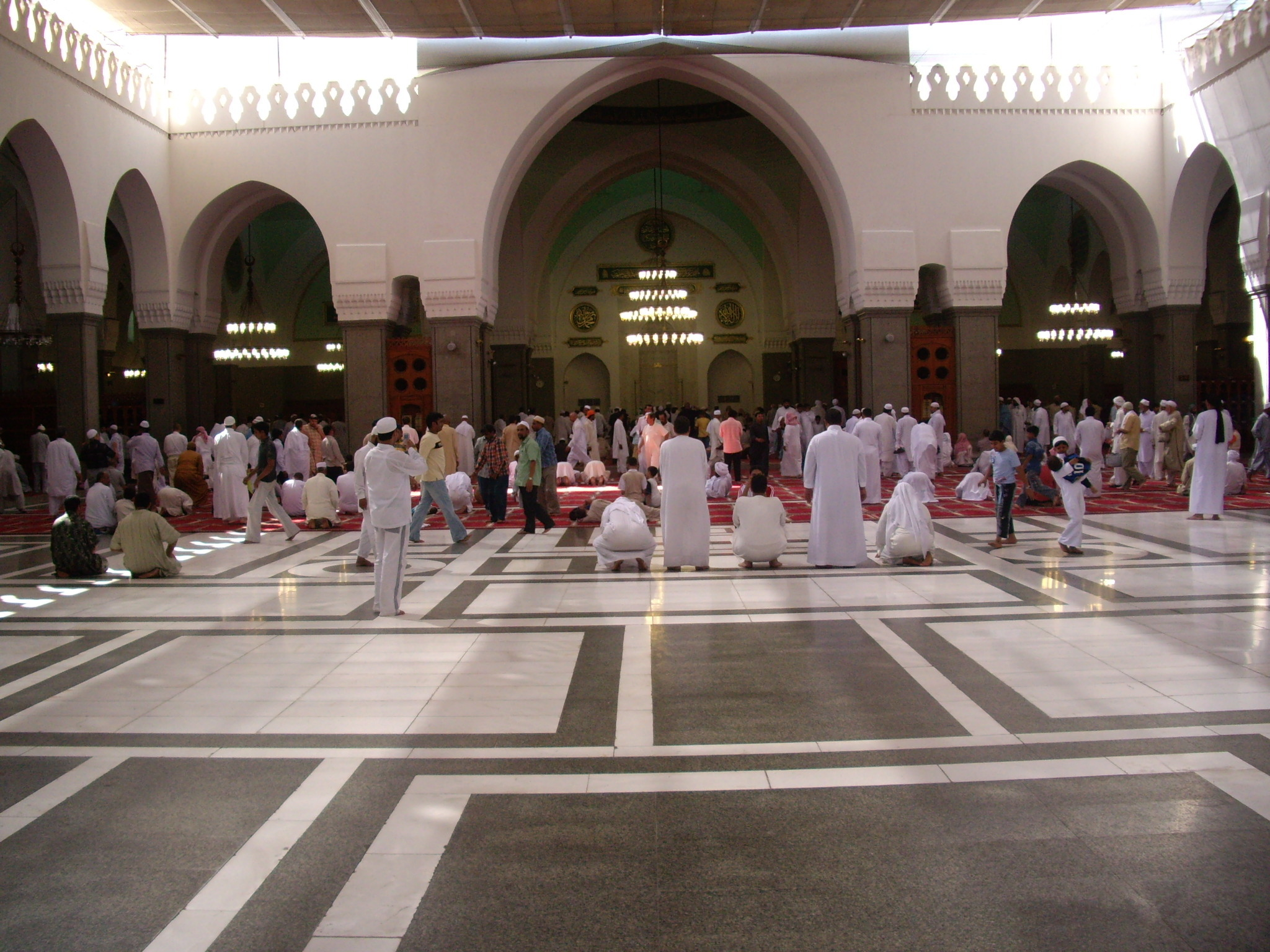
Interior.

De-a lungul timpului moscheea a suferit mai multe modificări, dar cea mai importantă a avut loc în secolul al XX-lea, când moscheea a fost reconstruită. Structura ei este de formă pătrată și are 4 minarete, 6 intrări, o bibliotecă, magazine, birouri și băi. Sala de rugăciune este amenajată în jurul unei curți centrale și are 6 cupole mari și o poartă cu o zonă separată rezervată femeilor.

## Importanță
Moscheea Quba este un loc de pelerinaj important pentru adepții religiei islamice deoarece există mențiuni făcute de Profetul Mahomed ce încuraja pelerinajul în acest loc. De asemenea moscheea este menționată și în Coran sub numele de Masjid al-Taqwa („Moscheea smereniei”):
Să nu stai nici când în ea, căci o moschee clădită din prima zi pe smerenie este mai potrivită să stai în ea, fiindcă într-însa sunt oameni care doresc să se curățească și Allah îi iubește pe cei ce se curățesc! (Surat At-Tawba:108)